# Sconto
In economia, lo sconto è un concetto riferibile a più significati, diversi fra loro, che si ricavano dalla prassi specifica di riferimento.

## Sconto di credito
Nella cessione del credito, per sconto si intende il contratto con il quale una banca (detta scontante) anticipa al cliente (detto scontatario), deducendo l'interesse, l'importo di un credito non ancora scaduto mediante cessione dello stesso (artt 1858 e seguenti del codice civile).
Generalmente, per sconto si intende il minor prezzo pagato dallo scontante, a fronte di un beneficio concesso allo scontatario.

## Sconto titoli
Nelle operazioni di acquisto di titoli con scadenza futura, lo sconto è la differenza fra il prezzo pagato ed il prezzo di rimborso finale.
Alla scadenza del titolo l'acquirente incassa il prezzo di rimborso finale. La differenza tra quest'ultimo e il prezzo di acquisto del titolo rappresenta lo sconto ed è la remunerazione per aver anticipato al venditore la somma da questi incassata.
Lo sconto si applica anche alle cambiali: chi riceve in pagamento o in girata una cambiale può scegliere se incassarne l'importo alla scadenza oppure se accettare una somma inferiore a quella dovutagli, cedendo a terzi (di solito una banca o altra istituzione finanziaria) il titolo.
L'acquirente del titolo nel determinare la misura dello sconto applica un tasso di sconto moltiplicando il valore della cambiale per 1/(1-td) dove t=tempo e d=tasso di sconto (d=discount).

## Sconto interessi
Nella restituzione anticipata di un prestito o di un mutuo, lo sconto corrisponde ad una quota, in genere percentuale, sugli interessi che si sarebbero ancora pagati se non fosse intervenuta l'anticipazione del saldo.
In pratica, all'erogazione di un prestito o di un mutuo viene redatto un piano di ammortamento, nel quale è definito per ciascuna scadenza dei rimborsi rateali, l'ammontare del capitale residuo e degli interessi residui.
Se il rimborso viene arrestato ad un certo momento del piano di ammortamento poiché il mutuatario desidera restituire l'intero capitale residuo, degli interessi che avrebbe continuato a pagare ne paga comunque una parte al prestatore, ad indennizzo del mancato guadagno (e del lucro cessante).

## Sconto mercantile
Nella pratica del commercio, lo sconto è quella riduzione del prezzo di vendita, praticata per spingere l'acquirente a compiere scelte più vantaggiose per entrambi. Lo sconto viene concesso per incentivare una vendita, in cambio di un pagamento immediato anziché di un pagamento a termine, per cedere più facilmente merce invenduta o per indurre l'acquirente ad acquistare una maggiore quantità di beni.
In Italia la concessione di sconti generalizzati alla clientela da parte dei negozianti al dettaglio (saldi), è subordinata ad apposita regolamentazione comunale, che disciplina i periodi nei quali è possibile effettuare la vendita con queste modalità.
Nel commercio all'ingrosso lo sconto è solitamente concesso (ad altri grossisti o a dettaglianti) per volumi di merce venduta, al fine di incentivare un sempre maggiore approvvigionamento, che per il venditore in genere corrisponde ad un abbattimento del costo unitario di produzione. Oppure viene concesso per facilitare lo smaltimento di merce la cui commerciabilità sia diminuita per ragioni di concorrenza, obsolescenza o comunque caduta dei segnali di domanda.

## Sconto valutario
Nella pratica degli istituti di emissione, il tasso di sconto è il tasso di interesse al quale la banca centrale eroga i prestiti (operazioni di rifinanziamento) alle banche commerciali con cui è in relazione.